# Mjanmańskie jednostki miar
Mjanmańskie jednostki miar – tradycyjny system miar będących do dzisiaj w użyciu w Mjanmie (Birmie), która jako jeden z trzech krajów (oprócz Stanów Zjednoczonych i Liberii) nie zaadaptowała systemu metrycznego.

## Długość
| Jednostka       | W układzie SI | Stosunek do poprzedniej |
| --------------- | ------------- | ----------------------- |
| ဆံခြည် (sanchi)    | 79,375 µm     |                         |
| နှမ်း (hnan)       | 0,79375 mm    | 10                      |
| မုယော (mayaw)      | 4,7625 mm     | 6                       |
| လက်သစ် (let thit) | 1,905 cm      | 4                       |
| မိုက် (maik)       | 15,24 cm      | 8                       |
| ထွာ (htwa)        | 22,86 cm      | 1,5                     |
| တောင် (taung)      | 45,72 cm      | 2                       |
| လံ (lan)         | 1,8288 m      | 4                       |
| တာ (ta)          | 3,2004 m      | 1,75                    |
| ဥသဘ (out-thaba) | 64,008 m      | 20                      |
| ကောသ (kawtha)     | 1,28016 km    | 20                      |
| ဂါဝုတ် (ga-wout)   | 5,12064 km    | 4                       |
| ယူဇနာ (yuzana)    | 20,48256 km   | 4                       |

## Masa
| Jednostka            | W układzie SI | Stosunek do poprzedniej |
| -------------------- | ------------- | ----------------------- |
| ရွဲလေး (yway lay)        | 136,078 mg    |                         |
| ရွဲကြီး (yway gyi)        | 272,155 mg    | 2                       |
| ပဲသား (petha)           | 1,02058 g     | 3,75                    |
| မူးသား (mutha)           | 2,04117 g     | 2                       |
| မတ်သား (mattha)         | 4,08233 g     | 2                       |
| ငါးမူးသား (nga mutha)      | 8,16466 g     | 2                       |
| ကျပ်သား (kyattha)        | 16,3293 g     | 2                       |
| အဝက်သား (awettha)       | 204,117 g     | 12,5                    |
| အစိတ်သား (aseittha)      | 408,233 g     | 2                       |
| ငါးဆယ်သား (ngase tha)     | 816,466 g     | 2                       |
| ၁ပိဿာ (peittha)        | 1,63293 kg    | 2                       |
| အချိန်တစ်ရာ (achein taya) | 163,293 kg    | 100                     |

## Objętość
| Jednostka     | W układzie SI | Stosunek do poprzedniej |
| ------------- | ------------- | ----------------------- |
| လမြူ (la myu)   | 79,9118 ml    |                         |
| လမျက် (la myet) | 159,824 ml    | 2                       |
| လမယ် (la me)   | 319,647 ml    | 2                       |
| စလယ် (sa le)   | 639,294 ml    | 2                       |
| ခွက် (hkwet)    | 1,27859 l     | 2                       |
| ပြည် (pyi)      | 2,55718 l     | 2                       |
| စိတ် (seit)     | 10,2287 l     | 4                       |
| ခွဲ (hkwe)      | 20,4574 l     | 2                       |
| တင်း (tin)      | 40,9148 l     | 2                       |

## Jednostki pieniężne
| Jednostka    | Równa się |
| ------------ | --------- |
| ပြား (1 pya)    |           |
| မတ် (1 mat)   | 25 pya    |
| ငါးမူး (5 mu)    | 2 mat     |
| ၁ကျပ် (1 kyat) | 10 mu     |

## Plany wycofania
W październiku 2013 r. mjanmańskie Ministerstwo Handlu ogłosiło, że przygotowuje się do wycofania tradycyjnego systemu miar i zastąpienia go układem SI. Większość mieszkańców nadal używa jednak tradycyjnego układu, a sam rząd nie jest konsekwentny w tym, jakie jednostki stosuje.